# Beara dichromella
Beara dichromella är en fjärilsart som beskrevs av Walker 1866. Beara dichromella ingår i släktet Beara och familjen trågspinnare. Inga underarter finns listade i Catalogue of Life.